# Принцип четырёх глаз
Принцип четырёх глаз (англ. Four eyes principle, Two-man rule, нем. Vier-Augen-Prinzip) — правило, согласно которому для подписания юридически и/или финансово значимого документа (например, договора) или принятия решения (например, бизнес-плана) требуется подпись (одобрение) не одного человека, а нескольких людей, которые входят в руководство.
На самом деле список области применения принципа четырёх глаз в том или ином виде достаточно широк:
- разработка любых значимых решений и преобразований;
- управление организацией;
- общественное управление;
- контроль качества (особенно при производстве лекарств, активных веществ и медицинских продуктов);
- аутентификация;
- контроль доступа.

Существенные условия к использованию принципа:
- независимость людей (подписантов),
- непредвзятость к предмету проверки.

Другие названия этого инструмента управления:
- правило (принцип) двух людей,
- правило двойного контроля;
- принцип шести (иногда и более) глаз — когда требуется согласие трёх и более лиц (см. ниже);
- принцип взаимного корпоративного контроля.

## Принцип «четырёх глаз» в коммерции
Считается, что принцип четырех глаз в коммерческих отношениях помогает:
- предотвращать коррупцию (финансовые растраты, нецелевое использование средств, незаконное присвоение активов, использование топ-менеджерами служебного положения в личных целях и пр.);
- лучше осуществлять контроль в компании;
- принимать более взвешенные решения, за которые несут ответственность несколько человек, что стимулирует руководство действовать с бо́льшей ответственностью и не совершать небрежные ошибки.

В соответствие со многими документами по корпоративному управлению принцип четырех глаз является одним из признаков должного корпоративного управления. Так, в Швейцарии Ассоциация трастовых компаний требует от своих членов введение и соблюдения принципа четырех глаз для защиты прав клиентов.

### Пример согласования и подписания договоров в торговой сети
В крупных российских торговых сетях договоры с контрагентами согласуются несколькими директорами, ответственными за своё направление работы и наделёнными соответствующими полномочиями:
1. Коммерческий директор (или иной директор-инициатор заключения договора) отвечает за экономическую эффективность будущей работы на предложенных условиях.
2. Финансовый директор участвует в согласовании по условиям и порядку взаиморасчетов, оформления первичных документов.
3. Директор безопасности осуществляет проверку контрагента на его надежность, контролирует соответствие содержания договора требованиям распорядительных документов компании, направленных на минимизацию рисков возникновения ущерба.
4. Юридический директор проверяет полномочия представителя контрагента на подписание договора, законность условий сделки, оценивает и минимизирует возможные правовые риски.
5. Генеральный директор перед подписанием договора проверяет наличие всех согласований и только в этом случае подписывает договор.

### Пример подписания договоров в торговой сети
В немецких компаниях (в Германии и Австрии), как правило, для действительности договора необходимо иметь две подписи на договорах. Так, в ФРГ, согласно «Vier Augen Prinzip» прокурист (должностное лицо компании, обладающее неограниченными полномочиями по ведению дел, аналогичными полномочиям генерального директора общества) вправе заключать договора от имени компании только совместно с другим прокуристом или совместно с собственником компании. Подписание договора только одним прокуристом не влечет возникновения каких-либо обязанностей у компании.
Соответствующие положения у российских компаний вносятся в Устав общества, например:
Договоры, подписываемые исключительно генеральным директором и председателем Совета директоров:
- кредитные договоры, договоры залога и поручительства по этим кредитным договорам, кроме договоров овердрафтного финансирования в рамках генерального соглашения об овердрафтном кредитовании;
- договоры финансовой аренды оборудования (лизинга);
- договоры, связанные с приобретением (продажей) основных средств на сумму более 1 млн руб.;
- договоры банковского счета, договоры на обслуживание клиентов с использованием документов в электронной форме, соглашения о безакцептном списании денежных средств к договорам банковского счета.

В период временного отсутствия указанных лиц (отпуск, болезнь, командировка) договоры подписываются следующими уполномоченными должностными лицами:
- первая подпись — вместо генерального директора — уполномоченное должностное лицо на основании доверенности;
- вторая подпись — вместо председателя Совета директоров — уполномоченный член Совета директоров.

Договоры, полномочия по подписанию которых делегированы генеральным директором и председателем Совета директоров финансовому директору и члену Совета директоров (две подписи):
- договоры овердрафтного финансирования в рамках соглашения об овердрафтном кредитовании;
- договоры страхования имущества.

Договоры, полномочия по подписанию которых делегированы генеральным директором и председателем Совета директоров коммерческому директору и члену Совета директоров (две подписи):
- договоры поставки и комиссии;
- договоры с поставщиками транспортно-экспедиционных услуг.

Договоры, полномочия по подписанию которых делегированы генеральным директором и председателем Совета директоров операционному директору и члену Совета директоров (две подписи):
- договоры аренды имущества организации;
- договоры на оказание услуг;
- договоры на приобретение товарно-материальных ценностей (в том числе основных средств) стоимостью до 1 млн руб.;
- договоры на повышение квалификации.

В случае подписания договоров финансовым, коммерческим или операционным директором (первая подпись) в рамках своих полномочий в тексте договора указываются должность и номер доверенности. В случае подписания договоров председателем Совета директоров или членом Совета директоров (вторая подпись) в рамках своих полномочий в тексте договора указываются должность и ссылка на соответствующий пункт Устава.
Не допускается подписание договоров единолично (только одна подпись). Также не допускается подписание договоров должностными лицами, если в тексте договора указано иное должностное лицо.

## Принцип «четырёх глаз» в финансовых вопросах

### Международные документы в банковской сфере
В Основных принципах эффективного банковского надзора, подготовленного Базельским комитетом по банковскому надзору в 1997 году, принцип четырех глаз упомянут как один из четырех основных элементов внутреннего контроля в банках.

### Национальная практика в банковской сфере
На Гибралтаре принцип четырех глаз введен в финансовых организациях и контролируется Комиссией по финансовым услугам. При этом Комиссия проверяет, правильно ли выполняется этот принцип, например что лица, имеющие право на подписание документов, имеют достаточный уровень знаний и высокое положение в организации, а также эти лица имеют большой опыт и знание бизнеса, полномочия для того, чтобы пресекать, находить нарушения и устранять их последствия.
Аналогичные требования предъявляются к банкам на Мальте и также проверяются Комиссией по финансовым услугам.
В Люксембурге финансовые компании должны назначать по крайней мере двух директоров, которые отвечают за ежедневную работу компаний. Такие директора должны иметь соответствующий профессиональный опыт.

### Принцип «четырёх глаз» в инвестиционных проектах
Для регистрации инвестиционных компаний на Кипре требуется наличие двух руководителей для того, чтобы реализовывался принцип четырех глаз; при этом один из этих руководителей должен жить на территории страны. Требование четырех глаз введено на Кипре и для банков: по крайней мере два человека должны принимать решения по развитию бизнеса в банке.
Принцип четырех глаз действует и на Джерси в отношении инвестиционных управляющих. Он распространяется на руководящих сотрудников, которые имеют исполнительную власть от имени инвестиционного управляющего. Эти сотрудники должны быть активно вовлечены в ежедневную работу и обычно являются директорами. Такие физические лица должны быть независимы, компетентны, иметь опыт и способность осуществлять управленческий контроль.

## Другие примеры использования принципа «четырёх глаз»

### Вооружённые силы
В ВВС США в отношении критических зон с оружием устанавливаются зоны «не одного человека», в которых присутствие только одного человека запрещено. Согласно принципу двух людей в таких зонах должно быть два человека, которые знают решение поставленной задачи, способны обнаружить и предотвратить неправильные или несанкционированные действия другого человека.
Согласно Инструкции ВВС США (AFI) 91-104 принцип двух людей предназначен для предотвращения случайного или злонамеренного запуска ядерного оружия одним человеком.
Аналогично в Советском Союзе в период Холодной войны принцип 2 людей применялся для использования ядерного оружия с подводной лодки с баллистическими ракетами.

### Медицина
В медицине принцип проявляется в форме второго мнения: врач часто запрашивает мнение коллеги, чтобы подстраховать свой диагноз.
Аналогично страхуется критическая деятельность в фармацевтическом производстве: перепроверка расчётов, сырья для производства и т. п.

### Строительство
Во многих странах при строительстве высотных зданий применяется принцип четырех (и более) глаз:
- архитектор отвечает за здание и проект от начала и до конца;
- прораб (инженер-строитель) проверяет компоненты и их надежность, итоговую прочность и надежность конструкции;
- инженер-строитель проверяет расчёты.

## Принцип шести глаз
Иногда, хотя достаточно редко на практике, можно встретить принцип шести глаз, когда три человека должны одобрять какой-то документ или когда компания должна управляться по меньшей мере тремя директорами.
Например, принцип шести глаз существует на острове Джерси в случаях, когда инвестиционный управляющий имеет право распоряжаться денежными средствами клиента.
См. также Пример подписания договоров в торговой сети.